# ليكس ريتشاردسون
ليكس ريتشاردسون (بالإنجليزية: Lex Richardson)‏ (15 نوفمبر 1955 بغلاسكو في المملكة المتحدة - ) هو مدرب كرة قدم ولاعب كرة قدم بريطاني في مركز الوسط. لعب مع نادي دندي ونادي سانت ميرين ونادي اربوراث ونادي ألبيون روفرز ورابطة كرة القدم الاسكتلندية الحادية عشر ‏ ونادي غرينوك مورتون.

## وصلات خارجية
- ليكس ريتشاردسون على موقع قاعدة بيانات كرة القدم.إي يو (الإنجليزية)